# Fotbalová asociace České republiky
Fotbalová asociace České republiky ordnar med organiserad fotboll i Tjeckien, och har hand om seriespelet och de tjeckiska landslagen. Förbundet bildades 1901, och inträdde 1901 i Fifa. Förbundet har sin bas i Prag.
Efter första världskriget blev förbundet tjeckoslovakiskt fram till 1993, då man antog namnet Českomoravský fotbalový svaz.